# 水神神社 (文京区)
水神神社（すいじんじんじゃ、水神社）は、東京都文京区目白台1丁目に位置する神社。関口水門の守り神。
神社の社司の夢枕に水神が立って、「我をこの地に祀らば堰の守護神となり、村民はじめ江戸町ことごとく安泰なり」とのお告げにより祀ったとのこと。

## 由緒
元々（元禄15年当時）は関口台町28番地に鎮座。胸突坂の西、丘腹に位置し上水堀に面していたとのこと。石段登ること12段、鳥居をくぐり更に登ること17段。水神社の除地は900坪。本社は間口二間、奥行九尺　拝殿は間口三間、奥行二間、本地仏妙見菩薩木坐像7丈8寸分。相殿にある弁財天木坐像は5丈7寸分。当初は、水神社及び椿山八幡宮と二社あったが、現在は水神社一社のみとのこと。現在の芭蕉庵は元々社主宅でありその名前は龍隠庵であったとのこと。水神社には罔像女命を、龍隠庵には北信妙見大菩薩を祀っていたとのこと（神仏習合の名残）。

## 祭神
速秋津比古神、速秋津比売神、応神天皇（元禄15年頃の祭神は弥都波能売神）

## 創建
不明（元禄15年頃には既にあったと推定/新撰東京名所図解）

## 御神体
現在は不明（元禄15年頃　拝殿/本地仏妙見木坐像　相殿/弁財天木坐像）